# Ugo IV di Borgogna
Ugo IV di Borgogna, in francese Hugues IV de Bourgogne (Villaines-en-Duesmois, 9 marzo 1212 – Villaines-en-Duesmois, 30 ottobre 1272) fu duca di Borgogna dal 1218, e re titolare di Tessalonica dal 1266 fino alla sua morte.

## Origine
Era l'unico figlio maschio del duca di Borgogna, Oddone III e di Alice di Vergy, come ci confermano gli Annales S. Benigni Divisionensis (Anno ab incarnatione domini 1212. 7. Idus Marcii, 6. feria ante mediam noctem anno bisextili natus est Hugo, filius Oddonis ducis de domina de Vergerie); Alice, come ci conferma la Histoire généalogique des ducs de Bourgogne de la maison de France, era figlia di Ugo signore di Vergy, e della moglie (come risulta dal documento n° 4314 del Recueil des chartes de l'abbaye de Cluny. Tome 5 -Hugo dominus Vergiaci........uxor eius domina Gilia-) Gillette di Traînel ( † dopo il 1217) e, secondo il documento n° 64 del Collection des principaux cartulaires du diocèse de Troyes, Volume 1, inerente ad una donazione fatta dal padre stesso, figlia di Guarniero, signore di Traînel, che cita il marito di Gisla (Hugo de Vergeio gener meus) e della moglie di cui non si conoscono né il nome né gli ascendenti.
Oddone III di Borgogna, come ci conferma la Chronica Albrici Monachi Trium Fontium, era il figlio primogenito del duca di Borgogna, Ugo III e di Alice di Lorena, figlia del duca di Lorena, Matteo I, e di Berta di Svevia, come ci conferma ancora la Chronica Albrici Monachi Trium Fontium; l'ascendenza di Oddone viene confermata anche dal documento n° 198 del cartulaire de l'abbaye de Cîteaux (non consultato).

## Biografia
Suo padre, Oddone III morì a Lione il 6 luglio del 1218, mentre al comando delle sue truppe si avviava alla quinta crociata, invocata da papa Onorio III. Oddone fu tumulato a Citeaux. Anche gli Annales S. Benigni Divionensis ripoprtano la morte di Oddone, figlio di Alice di Lorena, nel 1218, mentre si avviava alla crociata e la Chronica Albrici Monachi Trium Fontium , che conferma l'anno, mentre si recava alla crociata e che fu sepolto presso l'abbazia cistercense.
Ugo, di circa sei anni, l'unico figlio maschio, ereditò il ducato da Oddone III e governò sotto la tutela della madre, Alice.
In quello stesso anno (1218), Alice giurò fedeltà al re di Francia, Filippo II Augusto.

Blasone del Ducato di Borgogna.

Sin da giovane Ugo si era unito ai nobili ed ai baroni che contestarono la decisione di affidare la reggenza del regno di Francia alla regina madre, Bianca di Castiglia (1188-1252). Poi continuò a militare nel partito contrario alla reggente e di cui faceva parte anche Tebaldo IV di Champagne, che, tra il 1228 ed il 1229, passò dalla parte di Bianca, si dice per un amore platonico per la regina madre (L'amore di Tebaldo IV di Champagne per Bianca di Castiglia fu, a suo tempo chiacchierato, e circolò la diceria che Tebaldo fosse anche l'amante della regina e fu ipotizzato che non fosse estraneo alla morte del re Luigi VIII di Francia, per dissenteria, durante la crociata albigese: infatti circolava la voce che al re fosse stato propinata qualche sostanza che aveva causato la forte dissenteria).
Nel 1230, per ritorsione, assieme ad altri nobili che non avevano perdonato al conte il passaggio di campo, attaccò i feudi del conte di Champagne, ora sostenitore della reggente, ma gli aggressori furono respinti dall'esercito regio, in cui militava il giovane re Luigi IX di Francia.
Dopo che, nel 1231, era finita la reggenza della madre, Alice, Ugo governò da solo il ducato di Borgogna.
Tra il 1238 ed il 1241 fu in Terra santa, a combattere per gli ultimi regni cristiani che ancora resistevano in Palestina nella crociata del 1239.
Fu uno dei quattro commissari della Lega nata, col permesso di Luigi IX, per opporsi all'eccessivo arricchimento dei prelati e che criticò la politica del papa che anziché favorire la crociata, pensava solo a combattere gli Hohenstaufen.
Prese parte, al seguito del re Luigi IX di Francia, alla settima crociata (1248-1254) sul suolo egiziano, dove, a al-Mansūra, fu fatto prigioniero. Rientrò in Borgogna, nel 1250.
Nel 1266 Baldovino II di Courtenay (1217-1273), imperatore di Costantinopoli, detronizzato nel 1261, gli concesse il titolo (nominale) di re di Tessalonica in cambio dell'aiuto a riconquistare la città di Costantinopoli e quindi il trono di Bisanzio; secondo il Dictionnaire Historique et Généalogique des Grandes Familles de Grèce, d'Albanie et de Constantinople (2e edition Paris) (non consultato), Ugo versò la somma di 13000 Livres tournois a Baldovino II di Courtenay.
Sotto il suo governo, Ugo IV espanse il ducato di Borgogna acquisendo le contee di Chalon e Auxonne.
Nel 1242, Ugo ottenne li possesso per cinque anni della contea di Borgogna, dal conte Ottone, che era anche duca di Merania e di Andechs e, nel 1265, a Strasburgo, comprò i diritti sulla contea dalla legittima erede di Ottone III di Borgogna, la sorella maggiore, Beatrice (1210-1270), contessa d'Orlamünde. Secondo lo storico specializzato nella genealogia dei personaggi dell'Alto Medioevo, Patrick Van Kerrebrouck, Ugo, dopo aver condotto la trattativa col governatore della contea, il conte d'Auxonne, di Châlons e signore di Salins, Giovanni I detto il Saggio, marito di Matilde, sorellastra di suo padre, Oddone III, il 20 aprile 1270, rinunciò ad ogni pretesa sulla contea di Borgogna, in favore della sorella minore di Ottone III, Adelaide I, che già si era appropriata del titolo di contessa di Borgogna, alla morte del fratello. Tale rinuncia viene confermata dal documento n° 5156 del Recueil des chartes de l'abbaye de Cluny. Tome 5, datato aprile 1270, in cui Ugo riconosce il titolo di contessa e conte di Borgogna ad Adelaide I e al marito, Filippo I, conte di Savoia.
Nel mese di novembre del 1270, il re di Sicilia, Carlo I lo nominò Capitano e Vicario-Generale del regno di Sicilia.
Secondo il Du Chesne, nel suo Historiæ Normannorum Scriptores Antiqui, Preuves (non consultato), Ugo fece testamento nel settembre del 1272, come ci viene confermato anche dalla Histoire généalogique des ducs de Bourgogne de la maison de France, che Ugo dopo essersi ammalato a Villaines-en-Duesmois, fece testamento di fronte a numerosi testimoni, dove accennava ai suoi due figli maggiori, Oddone e Giovanni, già deceduti, e confermava la volontà di lasciare il ducato di Borgogna al suo figlio maschio terzogenito, Roberto. Il mese successivo lasciò il ducato al figlio, Roberto, in cambio di un usufrutto; ma in quello stesso mese morì: secondo il necrologio degli Obituaires de Lyon II, Diocèse de Chalon-sur-Saône, Abbaye chef d'ordre de Cîteaux (non consultato), Ugo mori il 30 ottobre 1272 (III Kal Nov 1272), lasciando il titolo di duca di Borgogna all'ultimo figlio di primo letto, Roberto, poiché i primi due erano già deceduti.

## Matrimoni e discendenza
Nel 1229 Ugo aveva sposato Yolanda di Dreux (1212 - 1248), come ci viene confermato dalla Chronica Albrici Monachi Trium Fontium; Yolanda era figlia del conte di Dreux e di Braine, Roberto III e della moglie (come ci viene confermato dal documento n° LXXIX del Cartulaire du comté de Ponthieu Eleonora, signora di Saint-Valéry.
Ugo da Yolanda ebbe 5 figli:
- Oddone[19] (1230 † 1269), conte di Nevers, d'Auxerre e di Tonnerre
- Giovanni[19] (1231 † 1267), signore di Charolais e, per matrimonio, signore di Borbone
- Adelaide o Alice (1233 † 1273) che sposò nel 1251 il duca Enrico III di Brabante († 1261), come ci viene confermato dagli Annales Parchenses[26]
- Margherita († 1277) che sposò nel 1239 Guglielmo III di Mont-St-Jean[27] († 1256), e poi nel 1259 il visconte Guido VI di Limoges († 1263), come ci viene confermato dal Ex Chronico Gaufredi Vosiensis[28]
- Roberto II[19] (1248 † 1306), duca di Borgogna.

Dopo essere rimasto vedovo, nel 1248 (la morte di Yolanda ci è documentata dal necrologio degli Obituaires de Lyon II, Diocèse de Chalon-sur-Saône, Abbaye chef d'ordre de Cîteaux (non consultato), Yolanda mori il 30 ottobre 1248 (III Kal Nov 1248)), nel 1256, da parte di Ugo ci fu un tentativo di sposare la sorellastra del re d'Inghilterra, Enrico III, Isabella di Lusignano, figlia di Ugo X di Lusignano e di Isabella d'Angoulême, e già due volte vedova, prima di Goffredo di Rancon-Taillebourg, poi Maurizio IV di Craon, come risulta da una lettera di Enrico III del 17 aprile 1256, in cui il re approva di inviare del denaro alla sorella, per facilitare il suo matrimonio con il duca di Borgogna (concessimus dilectae sorori nostræ Isabellæ dominæ de Croun, in auxilium maritandi se nobili viro duci Burgundiæ, mille Marcas sterlingorum).
Nel 1258, Ugo si risposò, in seconde nozze, con Beatrice di Champagne (1242 - 1295), figlia del conte di Champagne (Tebaldo IV di Champagne) e dal 1234 anche Re di Navarra (Tebaldo I di Navarra), Tebaldo (1201-1253), e di Margherita di Borbone-Dampierre (?-1256), come ci conferma la Histoire généalogique des ducs de Bourgogne de la maison de France.
Ugo anche da Beatrice ebbe 5 figli:
- Beatrice (1260 † 1328), che sposò nel 1276 il signore di Lusignano, Ugo XIII (1259 † 1310), anche conte di La Marche e d'Angoulême, come ci viene confermato dalla Histoire généalogique des ducs de Bourgogne de la maison de France[30]
- Ugo[19] (1260 † 1288), signore di Montréal et visconte d'Avallon[19], che sposò Margherita di Chalon[31]
- Margherita († dopo il 1300), che sposò nel 1272 Giovanni di Châlons (1259 † 1316), signore d'Arlay, figlio del Conte di Chalon, e signore di Salins, Giovanni d'Auxonne detto il Saggio (1190-1267), degli Anscarici, e della terza moglie, Laura di Commercy († 5. Ottobre 1275), come ci viene confermato dalla Histoire généalogique des ducs de Bourgogne de la maison de France[32]
- Giovanna († 1295) si fece monaca[33]
- Isabella (1270 † 1323), che prima fu promessa in sposa al figlio primogenito del conte di Fiandra, Roberto III, Carlo delle Fiandre, che morì prima del matrimonio, e, nel 1284, sposò l'imperatore Rodolfo I d'Asburgo (1218 † 1291), ed infine Pietro di Chambly, signore di Neauphle, come ci viene confermato dalla Histoire généalogique des ducs de Bourgogne de la maison de France[34].

## Ascendenza
|                        |                |                      | Genitori                |  |  | Nonni |  |  | Bisnonni              |  |  | Trisnonni          |  |
|                        |                |                      |                         |  |  |       |  |  | Oddone II di Borgogna |  |  | Ugo II di Borgogna |  |
|                        |                |                      |                         |  |  |       |  |  | Oddone II di Borgogna |  |  | Ugo II di Borgogna |  |
|                        |                | Matilde di Mayenne   |                         |  |  |       |  |  | Oddone II di Borgogna |  |  |                    |  |
| Ugo III di Borgogna    |                |                      |                         |  |  |       |  |  | Oddone II di Borgogna |  |  |                    |  |
|                        |                | Maria di Blois       | Tebaldo II di Champagne |  |  |       |  |  |                       |  |  |                    |  |
|                        |                | Maria di Blois       | Tebaldo II di Champagne |  |  |       |  |  |                       |  |  |                    |  |
|                        |                | Maria di Blois       | Matilde di Carinzia     |  |  |       |  |  |                       |  |  |                    |  |
| Oddone III di Borgogna |                | Maria di Blois       |                         |  |  |       |  |  |                       |  |  |                    |  |
|                        |                | Matteo I di Lorena   | Simone I di Lorena      |  |  |       |  |  |                       |  |  |                    |  |
|                        |                | Matteo I di Lorena   | Simone I di Lorena      |  |  |       |  |  |                       |  |  |                    |  |
|                        |                | Matteo I di Lorena   | Adelaide di Lovanio     |  |  |       |  |  |                       |  |  |                    |  |
| Alice di Lorena        |                | Matteo I di Lorena   |                         |  |  |       |  |  |                       |  |  |                    |  |
|                        |                | Berta di Svevia      | Burcardo II di Svevia   |  |  |       |  |  |                       |  |  |                    |  |
|                        |                | Berta di Svevia      | Burcardo II di Svevia   |  |  |       |  |  |                       |  |  |                    |  |
|                        |                | Berta di Svevia      | Regelinda               |  |  |       |  |  |                       |  |  |                    |  |
| Ugo IV di Borgogna     |                | Berta di Svevia      |                         |  |  |       |  |  |                       |  |  |                    |  |
|                        | Guido di Vergy | …                    |                         |  |  |       |  |  |                       |  |  |                    |  |
|                        | Guido di Vergy | …                    |                         |  |  |       |  |  |                       |  |  |                    |  |
|                        | Guido di Vergy | …                    |                         |  |  |       |  |  |                       |  |  |                    |  |
| Ugo di Vergy           | Guido di Vergy |                      |                         |  |  |       |  |  |                       |  |  |                    |  |
|                        |                | Alice/Adelaide       | …                       |  |  |       |  |  |                       |  |  |                    |  |
|                        |                | Alice/Adelaide       | …                       |  |  |       |  |  |                       |  |  |                    |  |
|                        |                | Alice/Adelaide       | …                       |  |  |       |  |  |                       |  |  |                    |  |
| Alice di Vergy         |                | Alice/Adelaide       |                         |  |  |       |  |  |                       |  |  |                    |  |
|                        |                | Guarniero di Trainel | …                       |  |  |       |  |  |                       |  |  |                    |  |
|                        |                | Guarniero di Trainel | …                       |  |  |       |  |  |                       |  |  |                    |  |
|                        |                | Guarniero di Trainel | …                       |  |  |       |  |  |                       |  |  |                    |  |
| Gillette di Trainel    |                | Guarniero di Trainel |                         |  |  |       |  |  |                       |  |  |                    |  |
|                        |                | …                    | …                       |  |  |       |  |  |                       |  |  |                    |  |
|                        |                | …                    | …                       |  |  |       |  |  |                       |  |  |                    |  |
|                        |                | …                    | …                       |  |  |       |  |  |                       |  |  |                    |  |
|                        |                | …                    |                         |  |  |       |  |  |                       |  |  |                    |  |

### Fonti primarie
- (LA)  Monumenta Germaniae Historica, Scriptores, tomus V.
- (LA)  Monumenta Germaniae Historica, Scriptores, tomus XVI.
- (LA)  Monumenta Germaniae Historica, Scriptores, tomus XXIII.
- (LA)  Recueil des chartes de l'abbaye de Cluny. Tome 5.
- (LA)  Recueil des chartes de l'abbaye de Cluny. Tome 6.
- (LA)  Recueil des historiens des Gaules et de la France. Tome 12.
- (LA)  Du Chesne Historiæ Normannorum Scriptores Antiqui.
- (LA)  Cartulaire du comté de Ponthieu.
- (LA)  Rymer, T. (1745) Fœdera, Conventiones, Literæ 3rd Edn (London.
- (LA)  Collection des principaux cartulaires du diocèse de Troyes, Volume 1.

### Letteratura storiografica
- Charles Petit-Dutaillis, "Luigi IX il Santo", cap. XX, vol. V (Il trionfo del papato e lo sviluppo comunale) della «Storia del mondo medievale», vol. V, 1980, pp. 829–864
- (FR)  Histoire des ducs de Bourgogne de la race capétienne, tome III.
- (FR)  Histoire généalogique des ducs de Bourgogne de la maison de France.